# Caochangdi

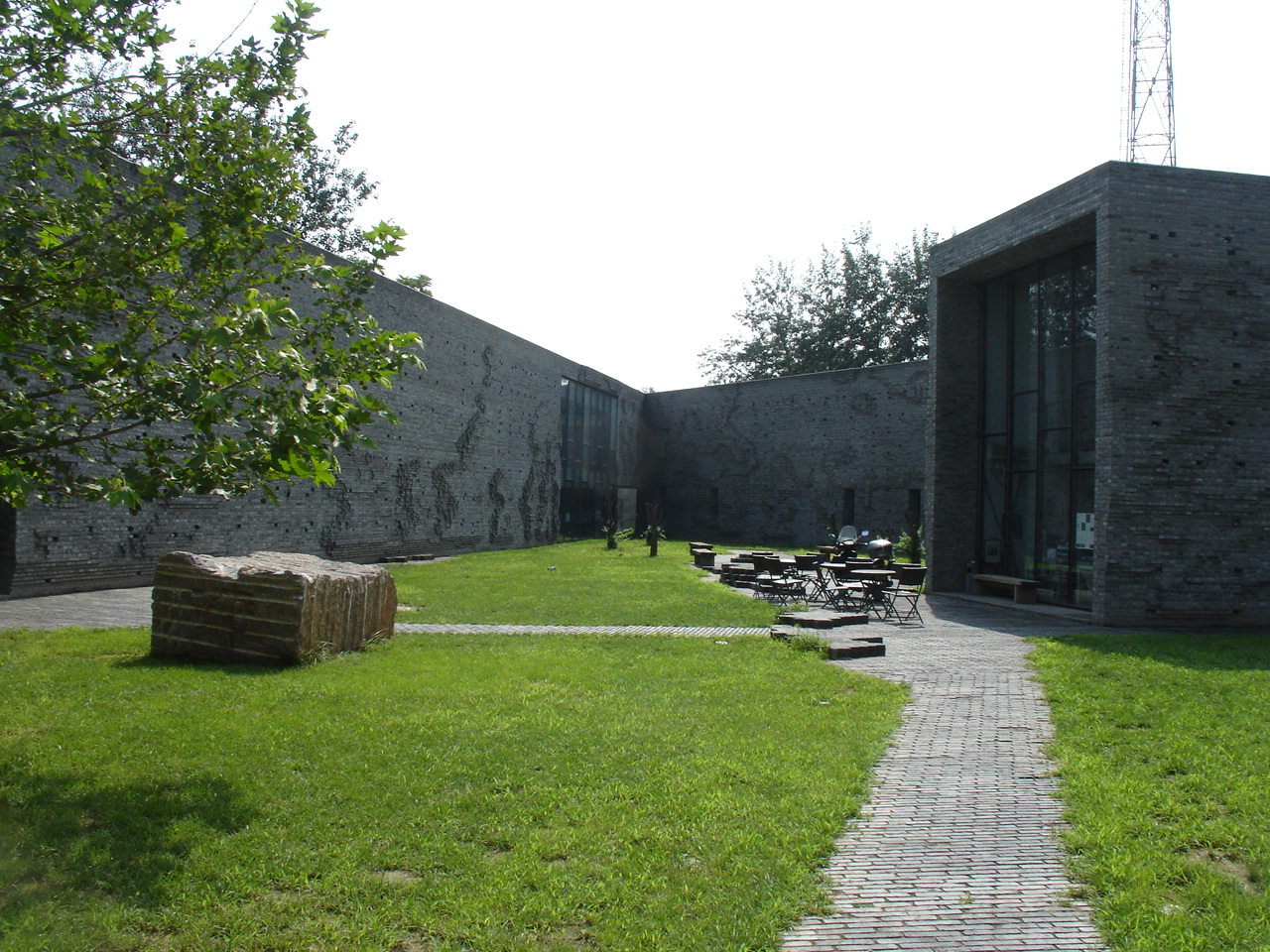
Three Shadows Photography Art Centre i Caoshangdi, ritat av FAKE Design

Caochangdi (草场地) är ett område i Pekings utkant.
Caochangdi konstdistrikt ligger vid Femte ringvägen i Chaoyang i Pekings nordöstra ytterdel och blev känt när konstnären Ai Weiwei år 1999 ritade och byggde sin ateljé, galleriet China Art Archives and Warehouse samt bostadshus för sig och några vänner där. 
Området har därefter utvecklats till ett område med många konstinstitutioner och konstnärskolonier, liknande det något äldre konstdistrikt 798.